# 纳瓦尔莫拉尔德拉马塔
纳瓦尔莫拉尔德拉马塔，是西班牙埃斯特雷马杜拉卡塞雷斯省的一个市镇。总面积156平方公里，总人口15237人（2001年），人口密度98人/平方公里。